# Guelmim-Oued Noun
La région de Guelmim-Oued Noun (en arabe : كلميم-واد نون) est l'une des douze régions administratives du nouveau découpage territorial 2015 du Maroc. Son chef-lieu est la ville de Guelmim.
Sa présidente depuis les élections de 2021 est madame Mbarka Bouaida.

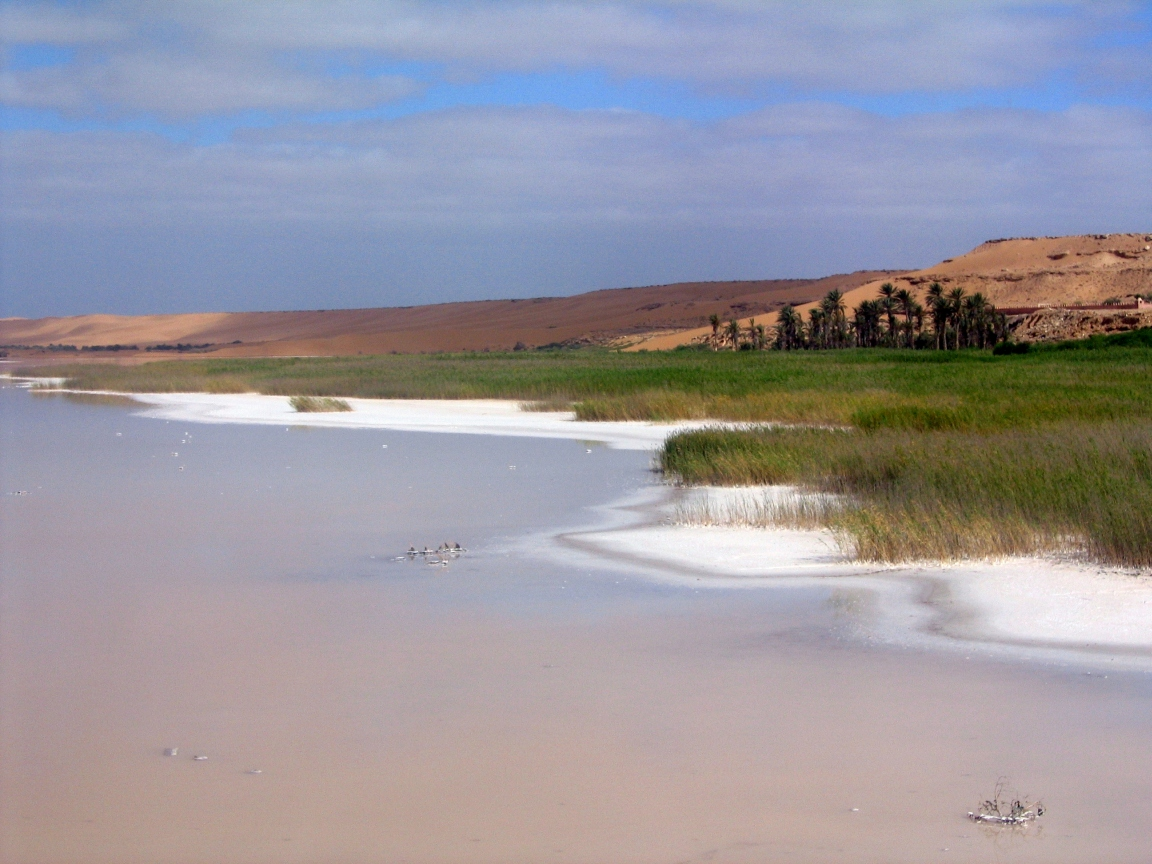
Paysage marécageux près de la ville de Tan-Tan

## Histoire
La région de Guelmim-Oued Noun créée en 2015, reprend trois des cinq provinces de l’ancienne région de Guelmim-Es Semara : Guelmim, Assa-Zag, Tan-Tan, auxquelles s'ajoute celle de Sidi Ifni, de l'ancienne région de Souss-Massa-Drâa, alors que la province d'Es-Semara est transférée à la nouvelle région de Laâyoune-Sakia El Hamra et celle de Tata à la nouvelle région du Souss-Massa.
C'est dans cette région que l'on retrouve principalement les tribus sahraoui marocaines des Tekna.

## Géographie
La région de Guelmim-Oued Noun se situe au sud du Maroc. C’est la plus septentrionale des provinces du Sud, mais seule une petite partie de la province d'Assa-Zag se trouve sur le territoire contesté du Sahara occidental.
Elle est bordée au nord par la région de Souss-Massa, au sud par celle de Laâyoune-Sakia El Hamra , à l'est par la région du Drâa-Tafilalet et l'Algérie, et à l'ouest par l'océan Atlantique.

## Découpage administratif
La région comprend quatre provinces :
- la province d'Assa-Zag,
- la province de Guelmim,
- la province de Sidi Ifni,
- et la province de Tan-Tan.

## Démographie
Sa population est de 448 685 habitants en 2024, soit 1,22 % de la population nationale.

## Infrastructures

### Aéroports
L'aéroport de Guelmim, situé en bordure nord de la ville, était exclusivement militaire jusqu'en 2006. Depuis, des lignes commerciales desservent Agadir, Casablanca ou les îles Canaries.
Il fait l'objet depuis 2012 de travaux de mise à niveau avec une aérogare de 7 000 m2 qui portera à la fin de 2015 sa capacité à 700 000 passagers par an et dont on espère des retombées positives au niveau de la région qui regorge d’atouts touristiques.